# Liste des communes des Côtes-d'Armor
Pour les autres listes de communes françaises, voir Listes des communes de France.
| - Les Côtes-d'Armor en France métropolitaine. - Carte des communes des Côtes-d'Armor. |

Cette page liste les 344 communes du département français des Côtes-d'Armor au 1er janvier 2025.

## Historique
- Le 1er janvier 2025, le nombre de communes passe de 348 à 344 à la suite de la création des communes nouvelles de Merdrignac, Plumieux et Val-d'Arguenon.

## Liste des communes
Le tableau suivant donne la liste des communes au 1er janvier 2025, en précisant leur code Insee, leur code postal principal, leur arrondissement, leur canton, leur intercommunalité, leur superficie, leur population et leur densité, d'après les chiffres de l'Insee issus du recensement 2022,.
| Nom                            | Code Insee | Code postal | Arrondissement | Canton                           | Intercommunalité                        | Superficie (km2) | Population (dernière pop. légale) | Densité (hab./km2) | Modifier                                    |
| ------------------------------ | ---------- | ----------- | -------------- | -------------------------------- | --------------------------------------- | ---------------- | --------------------------------- | ------------------ | ------------------------------------------- |
| Saint-Brieuc (préfecture)      | 22278      | 22000       | Saint-Brieuc   | Saint-Brieuc-1 Saint-Brieuc-2    | CA Saint-Brieuc Armor Agglomération     | 21,88            | 44 607 (2022)                     | 2 039              | modifier les données · modifier les données |
| Allineuc                       | 22001      | 22460       | Saint-Brieuc   | Guerlédan                        | CC Loudéac Communauté ? Bretagne Centre | 24,09            | 592 (2022)                        | 25                 | modifier les données · modifier les données |
| Andel                          | 22002      | 22400       | Saint-Brieuc   | Lamballe-Armor                   | CA Lamballe Terre et Mer                | 12,20            | 1 170 (2022)                      | 96                 | modifier les données · modifier les données |
| Aucaleuc                       | 22003      | 22100       | Dinan          | Dinan                            | CA Dinan Agglomération                  | 6,38             | 953 (2022)                        | 149                | modifier les données · modifier les données |
| Beaussais-sur-Mer              | 22209      | 22650       | Dinan          | Pleslin-Trigavou                 | CA Dinan Agglomération                  | 41,65            | 4 379 (2022)                      | 105                | modifier les données · modifier les données |
| Bégard                         | 22004      | 22140       | Guingamp       | Bégard                           | CA Guingamp-Paimpol Agglomération       | 36,41            | 4 862 (2022)                      | 134                | modifier les données · modifier les données |
| Belle-Isle-en-Terre            | 22005      | 22810       | Guingamp       | Callac                           | CA Guingamp-Paimpol Agglomération       | 14,11            | 1 031 (2022)                      | 73                 | modifier les données · modifier les données |
| Berhet                         | 22006      | 22140       | Lannion        | Bégard                           | CA Lannion-Trégor Communauté            | 3,23             | 272 (2022)                        | 84                 | modifier les données · modifier les données |
| Binic-Étables-sur-Mer          | 22055      | 22520 22680 | Saint-Brieuc   | Plouha                           | CA Saint-Brieuc Armor Agglomération     | 15,34            | 7 020 (2022)                      | 458                | modifier les données · modifier les données |
| Bobital                        | 22008      | 22100       | Dinan          | Lanvallay                        | CA Dinan Agglomération                  | 4,99             | 1 143 (2022)                      | 229                | modifier les données · modifier les données |
| Le Bodéo                       | 22009      | 22320       | Saint-Brieuc   | Plaintel                         | CA Saint-Brieuc Armor Agglomération     | 9,97             | 178 (2022)                        | 18                 | modifier les données · modifier les données |
| Bon Repos sur Blavet           | 22107      | 22570       | Guingamp       | Rostrenen                        | CC du Kreiz-Breizh                      | 53,91            | 1 237 (2022)                      | 23                 | modifier les données · modifier les données |
| Boqueho                        | 22011      | 22170       | Guingamp       | Plélo                            | CC Leff Armor Communauté                | 27,12            | 1 054 (2022)                      | 39                 | modifier les données · modifier les données |
| La Bouillie                    | 22012      | 22240       | Saint-Brieuc   | Pléneuf-Val-André                | CA Lamballe Terre et Mer                | 10,91            | 845 (2022)                        | 77                 | modifier les données · modifier les données |
| Bourbriac                      | 22013      | 22390       | Guingamp       | Callac                           | CA Guingamp-Paimpol Agglomération       | 71,86            | 2 126 (2022)                      | 30                 | modifier les données · modifier les données |
| Bourseul                       | 22014      | 22130       | Dinan          | Plancoët                         | CA Dinan Agglomération                  | 22,23            | 1 247 (2022)                      | 56                 | modifier les données · modifier les données |
| Bréhand                        | 22015      | 22510       | Saint-Brieuc   | Plénée-Jugon                     | CA Lamballe Terre et Mer                | 24,95            | 1 695 (2022)                      | 68                 | modifier les données · modifier les données |
| Brélidy                        | 22018      | 22140       | Guingamp       | Bégard                           | CA Guingamp-Paimpol Agglomération       | 8,14             | 316 (2022)                        | 39                 | modifier les données · modifier les données |
| Bringolo                       | 22019      | 22170       | Guingamp       | Plélo                            | CC Leff Armor Communauté                | 9,38             | 510 (2022)                        | 54                 | modifier les données · modifier les données |
| Broons                         | 22020      | 22250       | Dinan          | Broons                           | CA Dinan Agglomération                  | 35,21            | 2 931 (2022)                      | 83                 | modifier les données · modifier les données |
| Brusvily                       | 22021      | 22100       | Dinan          | Lanvallay                        | CA Dinan Agglomération                  | 11,83            | 1 155 (2022)                      | 98                 | modifier les données · modifier les données |
| Bulat-Pestivien                | 22023      | 22160       | Guingamp       | Callac                           | CA Guingamp-Paimpol Agglomération       | 31,23            | 409 (2022)                        | 13                 | modifier les données · modifier les données |
| Calanhel                       | 22024      | 22160       | Guingamp       | Callac                           | CA Guingamp-Paimpol Agglomération       | 14,32            | 236 (2022)                        | 16                 | modifier les données · modifier les données |
| Callac                         | 22025      | 22160       | Guingamp       | Callac                           | CA Guingamp-Paimpol Agglomération       | 33,03            | 2 274 (2022)                      | 69                 | modifier les données · modifier les données |
| Calorguen                      | 22026      | 22100       | Dinan          | Lanvallay                        | CA Dinan Agglomération                  | 8,48             | 722 (2022)                        | 85                 | modifier les données · modifier les données |
| Camlez                         | 22028      | 22450       | Lannion        | Tréguier                         | CA Lannion-Trégor Communauté            | 11,66            | 832 (2022)                        | 71                 | modifier les données · modifier les données |
| Canihuel                       | 22029      | 22480       | Guingamp       | Rostrenen                        | CC du Kreiz-Breizh                      | 32,14            | 348 (2022)                        | 11                 | modifier les données · modifier les données |
| Caouënnec-Lanvézéac            | 22030      | 22300       | Lannion        | Bégard                           | CA Lannion-Trégor Communauté            | 7,07             | 904 (2022)                        | 128                | modifier les données · modifier les données |
| Carnoët                        | 22031      | 22160       | Guingamp       | Callac                           | CA Guingamp-Paimpol Agglomération       | 42,06            | 667 (2022)                        | 16                 | modifier les données · modifier les données |
| Caulnes                        | 22032      | 22350       | Dinan          | Broons                           | CA Dinan Agglomération                  | 31,36            | 2 506 (2022)                      | 80                 | modifier les données · modifier les données |
| Caurel                         | 22033      | 22530       | Saint-Brieuc   | Guerlédan                        | CC Loudéac Communauté ? Bretagne Centre | 11,65            | 355 (2022)                        | 30                 | modifier les données · modifier les données |
| Cavan                          | 22034      | 22140       | Lannion        | Bégard                           | CA Lannion-Trégor Communauté            | 16,40            | 1 548 (2022)                      | 94                 | modifier les données · modifier les données |
| Les Champs-Géraux              | 22035      | 22630       | Dinan          | Lanvallay                        | CA Dinan Agglomération                  | 19,09            | 1 053 (2022)                      | 55                 | modifier les données · modifier les données |
| La Chapelle-Blanche            | 22036      | 22350       | Dinan          | Broons                           | CA Dinan Agglomération                  | 7,92             | 211 (2022)                        | 27                 | modifier les données · modifier les données |
| La Chapelle-Neuve              | 22037      | 22160       | Guingamp       | Callac                           | CA Guingamp-Paimpol Agglomération       | 23,78            | 403 (2022)                        | 17                 | modifier les données · modifier les données |
| Châtelaudren-Plouagat          | 22206      | 22170       | Guingamp       | Plélo                            | CC Leff Armor Communauté                | 32,44            | 3 968 (2022)                      | 122                | modifier les données · modifier les données |
| La Chèze                       | 22039      | 22210       | Saint-Brieuc   | Loudéac                          | CC Loudéac Communauté ? Bretagne Centre | 2,53             | 572 (2022)                        | 226                | modifier les données · modifier les données |
| Coadout                        | 22040      | 22970       | Guingamp       | Callac                           | CA Guingamp-Paimpol Agglomération       | 9,73             | 538 (2022)                        | 55                 | modifier les données · modifier les données |
| Coatascorn                     | 22041      | 22140       | Lannion        | Bégard                           | CA Lannion-Trégor Communauté            | 8,05             | 251 (2022)                        | 31                 | modifier les données · modifier les données |
| Coatréven                      | 22042      | 22450       | Lannion        | Tréguier                         | CA Lannion-Trégor Communauté            | 9,13             | 493 (2022)                        | 54                 | modifier les données · modifier les données |
| Coëtmieux                      | 22044      | 22400       | Saint-Brieuc   | Lamballe-Armor                   | CA Lamballe Terre et Mer                | 8,02             | 1 840 (2022)                      | 229                | modifier les données · modifier les données |
| Cohiniac                       | 22045      | 22800       | Guingamp       | Plélo                            | CC Leff Armor Communauté                | 12,26            | 397 (2022)                        | 32                 | modifier les données · modifier les données |
| Corlay                         | 22047      | 22320       | Saint-Brieuc   | Guerlédan                        | CC Loudéac Communauté ? Bretagne Centre | 13,80            | 913 (2022)                        | 66                 | modifier les données · modifier les données |
| Corseul                        | 22048      | 22130       | Dinan          | Plancoët                         | CA Dinan Agglomération                  | 41,74            | 2 270 (2022)                      | 54                 | modifier les données · modifier les données |
| Créhen                         | 22049      | 22130       | Dinan          | Plancoët                         | CA Dinan Agglomération                  | 18,21            | 1 664 (2022)                      | 91                 | modifier les données · modifier les données |
| Dinan                          | 22050      | 22100       | Dinan          | Dinan                            | CA Dinan Agglomération                  | 8,71             | 14 966 (2022)                     | 1 718              | modifier les données · modifier les données |
| Duault                         | 22052      | 22160       | Guingamp       | Callac                           | CA Guingamp-Paimpol Agglomération       | 21,59            | 388 (2022)                        | 18                 | modifier les données · modifier les données |
| Éréac                          | 22053      | 22250       | Saint-Brieuc   | Broons                           | CA Lamballe Terre et Mer                | 21,21            | 676 (2022)                        | 32                 | modifier les données · modifier les données |
| Erquy                          | 22054      | 22430       | Saint-Brieuc   | Pléneuf-Val-André                | CA Lamballe Terre et Mer                | 26,46            | 3 929 (2022)                      | 148                | modifier les données · modifier les données |
| Évran                          | 22056      | 22630       | Dinan          | Lanvallay                        | CA Dinan Agglomération                  | 23,56            | 1 787 (2022)                      | 76                 | modifier les données · modifier les données |
| Le Faouët                      | 22057      | 22290       | Guingamp       | Plouha                           | CC Leff Armor Communauté                | 7,55             | 410 (2022)                        | 54                 | modifier les données · modifier les données |
| Le Fœil                        | 22059      | 22800       | Saint-Brieuc   | Plélo                            | CA Saint-Brieuc Armor Agglomération     | 20,54            | 1 382 (2022)                      | 67                 | modifier les données · modifier les données |
| Fréhel                         | 22179      | 22240       | Dinan          | Pléneuf-Val-André                | CA Dinan Agglomération                  | 18,91            | 1 611 (2022)                      | 85                 | modifier les données · modifier les données |
| Gausson                        | 22060      | 22150       | Saint-Brieuc   | Guerlédan                        | CC Loudéac Communauté ? Bretagne Centre | 16,71            | 648 (2022)                        | 39                 | modifier les données · modifier les données |
| Glomel                         | 22061      | 22110       | Guingamp       | Rostrenen                        | CC du Kreiz-Breizh                      | 79,93            | 1 412 (2022)                      | 18                 | modifier les données · modifier les données |
| Gomené                         | 22062      | 22230       | Saint-Brieuc   | Broons                           | CC Loudéac Communauté ? Bretagne Centre | 25,37            | 549 (2022)                        | 22                 | modifier les données · modifier les données |
| Gommenec'h                     | 22063      | 22290       | Guingamp       | Plouha                           | CC Leff Armor Communauté                | 11,83            | 552 (2022)                        | 47                 | modifier les données · modifier les données |
| Gouarec                        | 22064      | 22570       | Guingamp       | Rostrenen                        | CC du Kreiz-Breizh                      | 6,41             | 912 (2022)                        | 142                | modifier les données · modifier les données |
| Goudelin                       | 22065      | 22290       | Guingamp       | Guingamp                         | CC Leff Armor Communauté                | 22,98            | 1 716 (2022)                      | 75                 | modifier les données · modifier les données |
| Grâce-Uzel                     | 22068      | 22460       | Saint-Brieuc   | Guerlédan                        | CC Loudéac Communauté ? Bretagne Centre | 7,95             | 429 (2022)                        | 54                 | modifier les données · modifier les données |
| Grâces                         | 22067      | 22200       | Guingamp       | Guingamp                         | CA Guingamp-Paimpol Agglomération       | 14,07            | 2 588 (2022)                      | 184                | modifier les données · modifier les données |
| Guenroc                        | 22069      | 22350       | Dinan          | Broons                           | CA Dinan Agglomération                  | 7,39             | 217 (2022)                        | 29                 | modifier les données · modifier les données |
| Guerlédan                      | 22158      | 22530       | Saint-Brieuc   | Guerlédan                        | CC Loudéac Communauté ? Bretagne Centre | 47,75            | 2 528 (2022)                      | 53                 | modifier les données · modifier les données |
| Guingamp                       | 22070      | 22200       | Guingamp       | Guingamp                         | CA Guingamp-Paimpol Agglomération       | 3,41             | 7 127 (2022)                      | 2 090              | modifier les données · modifier les données |
| Guitté                         | 22071      | 22350       | Dinan          | Broons                           | CA Dinan Agglomération                  | 14,53            | 711 (2022)                        | 49                 | modifier les données · modifier les données |
| Gurunhuel                      | 22072      | 22390       | Guingamp       | Callac                           | CA Guingamp-Paimpol Agglomération       | 19,58            | 406 (2022)                        | 21                 | modifier les données · modifier les données |
| La Harmoye                     | 22073      | 22320       | Saint-Brieuc   | Plélo                            | CA Saint-Brieuc Armor Agglomération     | 17,67            | 379 (2022)                        | 21                 | modifier les données · modifier les données |
| Le Haut-Corlay                 | 22074      | 22320       | Saint-Brieuc   | Guerlédan                        | CC Loudéac Communauté ? Bretagne Centre | 25,64            | 650 (2022)                        | 25                 | modifier les données · modifier les données |
| Hémonstoir                     | 22075      | 22600       | Saint-Brieuc   | Guerlédan                        | CC Loudéac Communauté ? Bretagne Centre | 14,03            | 708 (2022)                        | 50                 | modifier les données · modifier les données |
| Hénanbihen                     | 22076      | 22550       | Saint-Brieuc   | Pléneuf-Val-André                | CA Lamballe Terre et Mer                | 31,65            | 1 429 (2022)                      | 45                 | modifier les données · modifier les données |
| Hénansal                       | 22077      | 22400       | Saint-Brieuc   | Lamballe-Armor                   | CA Lamballe Terre et Mer                | 29,00            | 1 263 (2022)                      | 44                 | modifier les données · modifier les données |
| Hénon                          | 22079      | 22150       | Saint-Brieuc   | Plaintel                         | CA Lamballe Terre et Mer                | 40,87            | 2 315 (2022)                      | 57                 | modifier les données · modifier les données |
| Hillion                        | 22081      | 22120       | Saint-Brieuc   | Trégueux                         | CA Saint-Brieuc Armor Agglomération     | 24,76            | 4 304 (2022)                      | 174                | modifier les données · modifier les données |
| Le Hinglé                      | 22082      | 22100       | Dinan          | Lanvallay                        | CA Dinan Agglomération                  | 3,37             | 912 (2022)                        | 271                | modifier les données · modifier les données |
| Île-de-Bréhat                  | 22016      | 22870       | Saint-Brieuc   | Paimpol                          | -                                       | 3,09             | 427 (2022)                        | 138                | modifier les données · modifier les données |
| Illifaut                       | 22083      | 22230       | Saint-Brieuc   | Broons                           | CC Loudéac Communauté ? Bretagne Centre | 26,71            | 688 (2022)                        | 26                 | modifier les données · modifier les données |
| Jugon-les-Lacs                 | 22084      | 22270       | Saint-Brieuc   | Plénée-Jugon                     | CA Lamballe Terre et Mer                | 38,03            | 2 528 (2022)                      | 66                 | modifier les données · modifier les données |
| Kerbors                        | 22085      | 22610       | Lannion        | Tréguier                         | CA Lannion-Trégor Communauté            | 6,88             | 286 (2022)                        | 42                 | modifier les données · modifier les données |
| Kerfot                         | 22086      | 22500       | Guingamp       | Paimpol                          | CA Guingamp-Paimpol Agglomération       | 5,71             | 634 (2022)                        | 111                | modifier les données · modifier les données |
| Kergrist-Moëlou                | 22087      | 22110       | Guingamp       | Rostrenen                        | CC du Kreiz-Breizh                      | 47,16            | 636 (2022)                        | 13                 | modifier les données · modifier les données |
| Kerien                         | 22088      | 22480       | Guingamp       | Callac                           | CA Guingamp-Paimpol Agglomération       | 21,88            | 247 (2022)                        | 11                 | modifier les données · modifier les données |
| Kermaria-Sulard                | 22090      | 22450       | Lannion        | Perros-Guirec                    | CA Lannion-Trégor Communauté            | 9,02             | 1 106 (2022)                      | 123                | modifier les données · modifier les données |
| Kermoroc'h                     | 22091      | 22140       | Guingamp       | Bégard                           | CA Guingamp-Paimpol Agglomération       | 6,16             | 429 (2022)                        | 70                 | modifier les données · modifier les données |
| Kerpert                        | 22092      | 22480       | Guingamp       | Callac                           | CA Guingamp-Paimpol Agglomération       | 21,00            | 269 (2022)                        | 13                 | modifier les données · modifier les données |
| Lamballe-Armor                 | 22093      | 22400       | Saint-Brieuc   | Lamballe-Armor Pléneuf-Val-André | CA Lamballe Terre et Mer                | 130,65           | 16 911 (2022)                     | 129                | modifier les données · modifier les données |
| Lancieux                       | 22094      | 22770       | Dinan          | Pleslin-Trigavou                 | CC Côte d'Émeraude                      | 6,69             | 1 602 (2022)                      | 239                | modifier les données · modifier les données |
| Landebaëron                    | 22095      | 22140       | Guingamp       | Bégard                           | CA Guingamp-Paimpol Agglomération       | 6,44             | 169 (2022)                        | 26                 | modifier les données · modifier les données |
| Landébia                       | 22096      | 22130       | Dinan          | Plancoët                         | CA Dinan Agglomération                  | 3,55             | 442 (2022)                        | 125                | modifier les données · modifier les données |
| La Landec                      | 22097      | 22980       | Dinan          | Plancoët                         | CA Dinan Agglomération                  | 7,59             | 749 (2022)                        | 99                 | modifier les données · modifier les données |
| Landéhen                       | 22098      | 22400       | Saint-Brieuc   | Lamballe-Armor                   | CA Lamballe Terre et Mer                | 11,80            | 1 445 (2022)                      | 122                | modifier les données · modifier les données |
| Lanfains                       | 22099      | 22800       | Saint-Brieuc   | Plélo                            | CA Saint-Brieuc Armor Agglomération     | 21,87            | 1 091 (2022)                      | 50                 | modifier les données · modifier les données |
| Langoat                        | 22101      | 22450       | Lannion        | Tréguier                         | CA Lannion-Trégor Communauté            | 18,50            | 1 161 (2022)                      | 63                 | modifier les données · modifier les données |
| Langrolay-sur-Rance            | 22103      | 22490       | Dinan          | Pleslin-Trigavou                 | CA Dinan Agglomération                  | 5,28             | 992 (2022)                        | 188                | modifier les données · modifier les données |
| Languédias                     | 22104      | 22980       | Dinan          | Plancoët                         | CA Dinan Agglomération                  | 8,61             | 558 (2022)                        | 65                 | modifier les données · modifier les données |
| Languenan                      | 22105      | 22130       | Dinan          | Plancoët                         | CA Dinan Agglomération                  | 15,95            | 1 160 (2022)                      | 73                 | modifier les données · modifier les données |
| Langueux                       | 22106      | 22360       | Saint-Brieuc   | Trégueux                         | CA Saint-Brieuc Armor Agglomération     | 9,10             | 7 947 (2022)                      | 873                | modifier les données · modifier les données |
| Lanleff                        | 22108      | 22290       | Guingamp       | Paimpol                          | CA Guingamp-Paimpol Agglomération       | 2,16             | 121 (2022)                        | 56                 | modifier les données · modifier les données |
| Lanloup                        | 22109      | 22580       | Guingamp       | Paimpol                          | CA Guingamp-Paimpol Agglomération       | 2,45             | 251 (2022)                        | 102                | modifier les données · modifier les données |
| Lanmérin                       | 22110      | 22300       | Lannion        | Tréguier                         | CA Lannion-Trégor Communauté            | 4,15             | 573 (2022)                        | 138                | modifier les données · modifier les données |
| Lanmodez                       | 22111      | 22610       | Lannion        | Tréguier                         | CA Lannion-Trégor Communauté            | 4,15             | 400 (2022)                        | 96                 | modifier les données · modifier les données |
| Lannebert                      | 22112      | 22290       | Guingamp       | Plouha                           | CC Leff Armor Communauté                | 6,99             | 431 (2022)                        | 62                 | modifier les données · modifier les données |
| Lannion                        | 22113      | 22300       | Lannion        | Lannion                          | CA Lannion-Trégor Communauté            | 43,91            | 20 525 (2022)                     | 467                | modifier les données · modifier les données |
| Lanrelas                       | 22114      | 22250       | Saint-Brieuc   | Broons                           | CA Lamballe Terre et Mer                | 29,40            | 866 (2022)                        | 29                 | modifier les données · modifier les données |
| Lanrivain                      | 22115      | 22480       | Guingamp       | Rostrenen                        | CC du Kreiz-Breizh                      | 36,74            | 465 (2022)                        | 13                 | modifier les données · modifier les données |
| Lanrodec                       | 22116      | 22170       | Guingamp       | Plélo                            | CC Leff Armor Communauté                | 31,92            | 1 380 (2022)                      | 43                 | modifier les données · modifier les données |
| Lantic                         | 22117      | 22410       | Saint-Brieuc   | Plouha                           | CA Saint-Brieuc Armor Agglomération     | 15,81            | 1 799 (2022)                      | 114                | modifier les données · modifier les données |
| Lanvallay                      | 22118      | 22100       | Dinan          | Lanvallay                        | CA Dinan Agglomération                  | 14,61            | 4 235 (2022)                      | 290                | modifier les données · modifier les données |
| Lanvellec                      | 22119      | 22420       | Lannion        | Plestin-les-Grèves               | CA Lannion-Trégor Communauté            | 18,92            | 602 (2022)                        | 32                 | modifier les données · modifier les données |
| Lanvollon                      | 22121      | 22290       | Guingamp       | Plouha                           | CC Leff Armor Communauté                | 5,01             | 1 907 (2022)                      | 381                | modifier les données · modifier les données |
| Laurenan                       | 22122      | 22230       | Saint-Brieuc   | Broons                           | CC Loudéac Communauté ? Bretagne Centre | 30,90            | 742 (2022)                        | 24                 | modifier les données · modifier les données |
| Lescouët-Gouarec               | 22124      | 22570       | Guingamp       | Rostrenen                        | CC du Kreiz-Breizh                      | 18,73            | 215 (2022)                        | 11                 | modifier les données · modifier les données |
| Le Leslay                      | 22126      | 22800       | Saint-Brieuc   | Plélo                            | CA Saint-Brieuc Armor Agglomération     | 5,01             | 154 (2022)                        | 31                 | modifier les données · modifier les données |
| Lézardrieux                    | 22127      | 22740       | Lannion        | Tréguier                         | CA Lannion-Trégor Communauté            | 11,91            | 1 632 (2022)                      | 137                | modifier les données · modifier les données |
| Loc-Envel                      | 22129      | 22810       | Guingamp       | Callac                           | CA Guingamp-Paimpol Agglomération       | 3,36             | 74 (2022)                         | 22                 | modifier les données · modifier les données |
| Locarn                         | 22128      | 22340       | Guingamp       | Rostrenen                        | CC du Kreiz-Breizh                      | 32,36            | 421 (2022)                        | 13                 | modifier les données · modifier les données |
| Loguivy-Plougras               | 22131      | 22780       | Lannion        | Plestin-les-Grèves               | CA Lannion-Trégor Communauté            | 47,68            | 788 (2022)                        | 17                 | modifier les données · modifier les données |
| Lohuec                         | 22132      | 22160       | Guingamp       | Callac                           | CA Guingamp-Paimpol Agglomération       | 17,18            | 246 (2022)                        | 14                 | modifier les données · modifier les données |
| Loscouët-sur-Meu               | 22133      | 22230       | Saint-Brieuc   | Broons                           | CC Loudéac Communauté ? Bretagne Centre | 22,26            | 644 (2022)                        | 29                 | modifier les données · modifier les données |
| Louannec                       | 22134      | 22700       | Lannion        | Perros-Guirec                    | CA Lannion-Trégor Communauté            | 13,91            | 3 053 (2022)                      | 219                | modifier les données · modifier les données |
| Louargat                       | 22135      | 22540       | Guingamp       | Callac                           | CA Guingamp-Paimpol Agglomération       | 57,23            | 2 393 (2022)                      | 42                 | modifier les données · modifier les données |
| Loudéac                        | 22136      | 22600       | Saint-Brieuc   | Loudéac                          | CC Loudéac Communauté ? Bretagne Centre | 80,24            | 9 875 (2022)                      | 123                | modifier les données · modifier les données |
| Maël-Carhaix                   | 22137      | 22340       | Guingamp       | Rostrenen                        | CC du Kreiz-Breizh                      | 36,57            | 1 455 (2022)                      | 40                 | modifier les données · modifier les données |
| Maël-Pestivien                 | 22138      | 22160       | Guingamp       | Callac                           | CA Guingamp-Paimpol Agglomération       | 31,29            | 360 (2022)                        | 12                 | modifier les données · modifier les données |
| Magoar                         | 22139      | 22480       | Guingamp       | Callac                           | CA Guingamp-Paimpol Agglomération       | 7,79             | 75 (2022)                         | 9,6                | modifier les données · modifier les données |
| La Malhoure                    | 22140      | 22640       | Saint-Brieuc   | Lamballe-Armor                   | CA Lamballe Terre et Mer                | 5,02             | 621 (2022)                        | 124                | modifier les données · modifier les données |
| Mantallot                      | 22141      | 22450       | Lannion        | Bégard                           | CA Lannion-Trégor Communauté            | 2,76             | 234 (2022)                        | 85                 | modifier les données · modifier les données |
| Matignon                       | 22143      | 22550       | Dinan          | Pléneuf-Val-André                | CA Dinan Agglomération                  | 14,53            | 1 738 (2022)                      | 120                | modifier les données · modifier les données |
| La Méaugon                     | 22144      | 22440       | Saint-Brieuc   | Ploufragan                       | CA Saint-Brieuc Armor Agglomération     | 6,78             | 1 326 (2022)                      | 196                | modifier les données · modifier les données |
| Mégrit                         | 22145      | 22270       | Dinan          | Broons                           | CA Dinan Agglomération                  | 20,63            | 809 (2022)                        | 39                 | modifier les données · modifier les données |
| Mellionnec                     | 22146      | 22110       | Guingamp       | Rostrenen                        | CC du Kreiz-Breizh                      | 24,22            | 420 (2022)                        | 17                 | modifier les données · modifier les données |
| Le Mené                        | 22046      | 22330       | Saint-Brieuc   | Plénée-Jugon                     | CC Loudéac Communauté ? Bretagne Centre | 163,23           | 6 420 (2022)                      | 39                 | modifier les données · modifier les données |
| Merdrignac                     | 22147      | 22230       | Saint-Brieuc   | Broons                           | CC Loudéac Communauté ? Bretagne Centre | 68,70            | 3 140 (2022)                      | 46                 | modifier les données · modifier les données |
| Mérillac                       | 22148      | 22230       | Saint-Brieuc   | Broons                           | CC Loudéac Communauté ? Bretagne Centre | 13,86            | 242 (2022)                        | 17                 | modifier les données · modifier les données |
| Merléac                        | 22149      | 22460       | Saint-Brieuc   | Guerlédan                        | CC Loudéac Communauté ? Bretagne Centre | 30,03            | 463 (2022)                        | 15                 | modifier les données · modifier les données |
| Le Merzer                      | 22150      | 22200       | Guingamp       | Guingamp                         | CC Leff Armor Communauté                | 12,63            | 974 (2022)                        | 77                 | modifier les données · modifier les données |
| Minihy-Tréguier                | 22152      | 22220       | Lannion        | Tréguier                         | CA Lannion-Trégor Communauté            | 12,07            | 1 263 (2022)                      | 105                | modifier les données · modifier les données |
| Moncontour                     | 22153      | 22510       | Saint-Brieuc   | Plaintel                         | CA Lamballe Terre et Mer                | 0,48             | 742 (2022)                        | 1 546              | modifier les données · modifier les données |
| La Motte                       | 22155      | 22600       | Saint-Brieuc   | Guerlédan                        | CC Loudéac Communauté ? Bretagne Centre | 43,03            | 2 159 (2022)                      | 50                 | modifier les données · modifier les données |
| Moustéru                       | 22156      | 22200       | Guingamp       | Callac                           | CA Guingamp-Paimpol Agglomération       | 14,28            | 642 (2022)                        | 45                 | modifier les données · modifier les données |
| Le Moustoir                    | 22157      | 22340       | Guingamp       | Rostrenen                        | CC Poher communauté                     | 14,85            | 659 (2022)                        | 44                 | modifier les données · modifier les données |
| Noyal                          | 22160      | 22400       | Saint-Brieuc   | Lamballe-Armor                   | CA Lamballe Terre et Mer                | 6,80             | 981 (2022)                        | 144                | modifier les données · modifier les données |
| Pabu                           | 22161      | 22200       | Guingamp       | Guingamp                         | CA Guingamp-Paimpol Agglomération       | 7,83             | 2 769 (2022)                      | 354                | modifier les données · modifier les données |
| Paimpol                        | 22162      | 22500       | Guingamp       | Paimpol                          | CA Guingamp-Paimpol Agglomération       | 23,61            | 7 266 (2022)                      | 308                | modifier les données · modifier les données |
| Paule                          | 22163      | 22340       | Guingamp       | Rostrenen                        | CC du Kreiz-Breizh                      | 37,56            | 674 (2022)                        | 18                 | modifier les données · modifier les données |
| Pédernec                       | 22164      | 22540       | Guingamp       | Bégard                           | CA Guingamp-Paimpol Agglomération       | 27,05            | 1 891 (2022)                      | 70                 | modifier les données · modifier les données |
| Penguily                       | 22165      | 22510       | Saint-Brieuc   | Plénée-Jugon                     | CA Lamballe Terre et Mer                | 10,49            | 608 (2022)                        | 58                 | modifier les données · modifier les données |
| Penvénan                       | 22166      | 22710       | Lannion        | Tréguier                         | CA Lannion-Trégor Communauté            | 19,84            | 2 548 (2022)                      | 128                | modifier les données · modifier les données |
| Perros-Guirec                  | 22168      | 22700       | Lannion        | Perros-Guirec                    | CA Lannion-Trégor Communauté            | 14,16            | 7 260 (2022)                      | 513                | modifier les données · modifier les données |
| Peumerit-Quintin               | 22169      | 22480       | Guingamp       | Rostrenen                        | CC du Kreiz-Breizh                      | 14,80            | 184 (2022)                        | 12                 | modifier les données · modifier les données |
| Plaine-Haute                   | 22170      | 22800       | Saint-Brieuc   | Plélo                            | CA Saint-Brieuc Armor Agglomération     | 15,29            | 1 705 (2022)                      | 112                | modifier les données · modifier les données |
| Plaintel                       | 22171      | 22940       | Saint-Brieuc   | Plaintel                         | CA Saint-Brieuc Armor Agglomération     | 26,76            | 4 571 (2022)                      | 171                | modifier les données · modifier les données |
| Plancoët                       | 22172      | 22130       | Dinan          | Plancoët                         | CA Dinan Agglomération                  | 11,49            | 3 095 (2022)                      | 269                | modifier les données · modifier les données |
| Pléboulle                      | 22174      | 22550       | Dinan          | Pléneuf-Val-André                | CA Dinan Agglomération                  | 14,10            | 716 (2022)                        | 51                 | modifier les données · modifier les données |
| Plédéliac                      | 22175      | 22270       | Saint-Brieuc   | Plénée-Jugon                     | CA Lamballe Terre et Mer                | 51,75            | 1 602 (2022)                      | 31                 | modifier les données · modifier les données |
| Plédran                        | 22176      | 22960       | Saint-Brieuc   | Ploufragan                       | CA Saint-Brieuc Armor Agglomération     | 34,71            | 6 909 (2022)                      | 199                | modifier les données · modifier les données |
| Pléguien                       | 22177      | 22290       | Guingamp       | Plouha                           | CC Leff Armor Communauté                | 15,48            | 1 440 (2022)                      | 93                 | modifier les données · modifier les données |
| Pléhédel                       | 22178      | 22290       | Guingamp       | Paimpol                          | CA Guingamp-Paimpol Agglomération       | 12,36            | 1 317 (2022)                      | 107                | modifier les données · modifier les données |
| Plélan-le-Petit                | 22180      | 22980       | Dinan          | Plancoët                         | CA Dinan Agglomération                  | 21,23            | 1 947 (2022)                      | 92                 | modifier les données · modifier les données |
| Plélauff                       | 22181      | 22570       | Guingamp       | Rostrenen                        | CC du Kreiz-Breizh                      | 25,51            | 687 (2022)                        | 27                 | modifier les données · modifier les données |
| Plélo                          | 22182      | 22170       | Guingamp       | Plélo                            | CC Leff Armor Communauté                | 43,38            | 3 283 (2022)                      | 76                 | modifier les données · modifier les données |
| Plémet                         | 22183      | 22210       | Saint-Brieuc   | Loudéac                          | CC Loudéac Communauté ? Bretagne Centre | 56,64            | 3 751 (2022)                      | 66                 | modifier les données · modifier les données |
| Plémy                          | 22184      | 22150       | Saint-Brieuc   | Plaintel                         | CA Lamballe Terre et Mer                | 40,04            | 1 583 (2022)                      | 40                 | modifier les données · modifier les données |
| Plénée-Jugon                   | 22185      | 22640       | Saint-Brieuc   | Plénée-Jugon                     | CA Lamballe Terre et Mer                | 61,36            | 2 533 (2022)                      | 41                 | modifier les données · modifier les données |
| Pléneuf-Val-André              | 22186      | 22370       | Saint-Brieuc   | Pléneuf-Val-André                | CA Lamballe Terre et Mer                | 17,07            | 4 094 (2022)                      | 240                | modifier les données · modifier les données |
| Plérin                         | 22187      | 22190       | Saint-Brieuc   | Plérin                           | CA Saint-Brieuc Armor Agglomération     | 27,72            | 14 527 (2022)                     | 524                | modifier les données · modifier les données |
| Plerneuf                       | 22188      | 22170       | Guingamp       | Plélo                            | CC Leff Armor Communauté                | 8,30             | 1 119 (2022)                      | 135                | modifier les données · modifier les données |
| Plésidy                        | 22189      | 22720       | Guingamp       | Callac                           | CA Guingamp-Paimpol Agglomération       | 25,79            | 562 (2022)                        | 22                 | modifier les données · modifier les données |
| Pleslin-Trigavou               | 22190      | 22490       | Dinan          | Pleslin-Trigavou                 | CA Dinan Agglomération                  | 21,80            | 4 043 (2022)                      | 185                | modifier les données · modifier les données |
| Plestan                        | 22193      | 22640       | Saint-Brieuc   | Plénée-Jugon                     | CA Lamballe Terre et Mer                | 32,81            | 1 637 (2022)                      | 50                 | modifier les données · modifier les données |
| Plestin-les-Grèves             | 22194      | 22310       | Lannion        | Plestin-les-Grèves               | CA Lannion-Trégor Communauté            | 34,52            | 3 649 (2022)                      | 106                | modifier les données · modifier les données |
| Pleubian                       | 22195      | 22610       | Lannion        | Tréguier                         | CA Lannion-Trégor Communauté            | 20,10            | 2 334 (2022)                      | 116                | modifier les données · modifier les données |
| Pleudaniel                     | 22196      | 22740       | Lannion        | Tréguier                         | CA Lannion-Trégor Communauté            | 18,42            | 925 (2022)                        | 50                 | modifier les données · modifier les données |
| Pleudihen-sur-Rance            | 22197      | 22690       | Dinan          | Lanvallay                        | CA Dinan Agglomération                  | 24,55            | 2 974 (2022)                      | 121                | modifier les données · modifier les données |
| Pleumeur-Bodou                 | 22198      | 22560       | Lannion        | Perros-Guirec                    | CA Lannion-Trégor Communauté            | 26,71            | 3 828 (2022)                      | 143                | modifier les données · modifier les données |
| Pleumeur-Gautier               | 22199      | 22740       | Lannion        | Tréguier                         | CA Lannion-Trégor Communauté            | 18,99            | 1 186 (2022)                      | 62                 | modifier les données · modifier les données |
| Plévenon                       | 22201      | 22240       | Dinan          | Pléneuf-Val-André                | CA Dinan Agglomération                  | 13,73            | 757 (2022)                        | 55                 | modifier les données · modifier les données |
| Plévin                         | 22202      | 22340       | Guingamp       | Rostrenen                        | CC Poher communauté                     | 27,36            | 754 (2022)                        | 28                 | modifier les données · modifier les données |
| Plœuc-L'Hermitage              | 22203      | 22150       | Saint-Brieuc   | Plaintel                         | CA Saint-Brieuc Armor Agglomération     | 82,27            | 4 117 (2022)                      | 50                 | modifier les données · modifier les données |
| Ploëzal                        | 22204      | 22260       | Guingamp       | Bégard                           | CA Guingamp-Paimpol Agglomération       | 26,24            | 1 227 (2022)                      | 47                 | modifier les données · modifier les données |
| Plorec-sur-Arguenon            | 22205      | 22130       | Dinan          | Plancoët                         | CA Dinan Agglomération                  | 13,65            | 445 (2022)                        | 33                 | modifier les données · modifier les données |
| Plouaret                       | 22207      | 22420       | Lannion        | Plestin-les-Grèves               | CA Lannion-Trégor Communauté            | 29,98            | 2 230 (2022)                      | 74                 | modifier les données · modifier les données |
| Plouasne                       | 22208      | 22830       | Dinan          | Lanvallay                        | CA Dinan Agglomération                  | 33,61            | 1 749 (2022)                      | 52                 | modifier les données · modifier les données |
| Ploubazlanec                   | 22210      | 22620       | Guingamp       | Paimpol                          | CA Guingamp-Paimpol Agglomération       | 15,04            | 2 985 (2022)                      | 198                | modifier les données · modifier les données |
| Ploubezre                      | 22211      | 22300       | Lannion        | Plestin-les-Grèves               | CA Lannion-Trégor Communauté            | 31,14            | 3 741 (2022)                      | 120                | modifier les données · modifier les données |
| Plouëc-du-Trieux               | 22212      | 22260       | Guingamp       | Bégard                           | CA Guingamp-Paimpol Agglomération       | 18,27            | 1 140 (2022)                      | 62                 | modifier les données · modifier les données |
| Plouër-sur-Rance               | 22213      | 22490       | Dinan          | Pleslin-Trigavou                 | CA Dinan Agglomération                  | 19,89            | 3 423 (2022)                      | 172                | modifier les données · modifier les données |
| Plouézec                       | 22214      | 22470       | Guingamp       | Paimpol                          | CA Guingamp-Paimpol Agglomération       | 27,87            | 3 129 (2022)                      | 112                | modifier les données · modifier les données |
| Ploufragan                     | 22215      | 22440       | Saint-Brieuc   | Ploufragan                       | CA Saint-Brieuc Armor Agglomération     | 27,06            | 11 347 (2022)                     | 419                | modifier les données · modifier les données |
| Plougonver                     | 22216      | 22810       | Guingamp       | Callac                           | CA Guingamp-Paimpol Agglomération       | 35,72            | 766 (2022)                        | 21                 | modifier les données · modifier les données |
| Plougras                       | 22217      | 22780       | Lannion        | Plestin-les-Grèves               | CA Lannion-Trégor Communauté            | 26,48            | 428 (2022)                        | 16                 | modifier les données · modifier les données |
| Plougrescant                   | 22218      | 22820       | Lannion        | Tréguier                         | CA Lannion-Trégor Communauté            | 15,54            | 1 198 (2022)                      | 77                 | modifier les données · modifier les données |
| Plouguenast-Langast            | 22219      | 22150       | Saint-Brieuc   | Guerlédan                        | CC Loudéac Communauté ? Bretagne Centre | 55,57            | 2 390 (2022)                      | 43                 | modifier les données · modifier les données |
| Plouguernével                  | 22220      | 22110       | Guingamp       | Rostrenen                        | CC du Kreiz-Breizh                      | 41,60            | 1 602 (2022)                      | 39                 | modifier les données · modifier les données |
| Plouguiel                      | 22221      | 22220       | Lannion        | Tréguier                         | CA Lannion-Trégor Communauté            | 19,07            | 1 745 (2022)                      | 92                 | modifier les données · modifier les données |
| Plouha                         | 22222      | 22580       | Guingamp       | Plouha                           | CC Leff Armor Communauté                | 39,97            | 4 677 (2022)                      | 117                | modifier les données · modifier les données |
| Plouisy                        | 22223      | 22200       | Guingamp       | Guingamp                         | CA Guingamp-Paimpol Agglomération       | 23,63            | 2 013 (2022)                      | 85                 | modifier les données · modifier les données |
| Ploulec'h                      | 22224      | 22300       | Lannion        | Lannion                          | CA Lannion-Trégor Communauté            | 10,15            | 1 591 (2022)                      | 157                | modifier les données · modifier les données |
| Ploumagoar                     | 22225      | 22970       | Guingamp       | Guingamp                         | CA Guingamp-Paimpol Agglomération       | 32,07            | 5 418 (2022)                      | 169                | modifier les données · modifier les données |
| Ploumilliau                    | 22226      | 22300       | Lannion        | Plestin-les-Grèves               | CA Lannion-Trégor Communauté            | 34,69            | 2 460 (2022)                      | 71                 | modifier les données · modifier les données |
| Plounérin                      | 22227      | 22780       | Lannion        | Plestin-les-Grèves               | CA Lannion-Trégor Communauté            | 25,89            | 799 (2022)                        | 31                 | modifier les données · modifier les données |
| Plounévez-Moëdec               | 22228      | 22810       | Lannion        | Plestin-les-Grèves               | CA Lannion-Trégor Communauté            | 40,36            | 1 473 (2022)                      | 36                 | modifier les données · modifier les données |
| Plounévez-Quintin              | 22229      | 22110       | Guingamp       | Rostrenen                        | CC du Kreiz-Breizh                      | 42,89            | 1 057 (2022)                      | 25                 | modifier les données · modifier les données |
| Plourac'h                      | 22231      | 22160       | Guingamp       | Callac                           | CA Guingamp-Paimpol Agglomération       | 32,15            | 350 (2022)                        | 11                 | modifier les données · modifier les données |
| Plourhan                       | 22232      | 22410       | Saint-Brieuc   | Plouha                           | CA Saint-Brieuc Armor Agglomération     | 17,24            | 2 137 (2022)                      | 124                | modifier les données · modifier les données |
| Plourivo                       | 22233      | 22860       | Guingamp       | Paimpol                          | CA Guingamp-Paimpol Agglomération       | 28,35            | 2 267 (2022)                      | 80                 | modifier les données · modifier les données |
| Plouvara                       | 22234      | 22170       | Guingamp       | Plélo                            | CC Leff Armor Communauté                | 22,19            | 1 149 (2022)                      | 52                 | modifier les données · modifier les données |
| Plouzélambre                   | 22235      | 22420       | Lannion        | Plestin-les-Grèves               | CA Lannion-Trégor Communauté            | 7,84             | 202 (2022)                        | 26                 | modifier les données · modifier les données |
| Pludual                        | 22236      | 22290       | Guingamp       | Plouha                           | CC Leff Armor Communauté                | 9,27             | 737 (2022)                        | 80                 | modifier les données · modifier les données |
| Plufur                         | 22238      | 22310       | Lannion        | Plestin-les-Grèves               | CA Lannion-Trégor Communauté            | 17,50            | 533 (2022)                        | 30                 | modifier les données · modifier les données |
| Plumaudan                      | 22239      | 22350       | Dinan          | Broons                           | CA Dinan Agglomération                  | 17,83            | 1 403 (2022)                      | 79                 | modifier les données · modifier les données |
| Plumaugat                      | 22240      | 22250       | Dinan          | Broons                           | CA Dinan Agglomération                  | 40,43            | 1 156 (2022)                      | 29                 | modifier les données · modifier les données |
| Plumieux                       | 22241      | 22210       | Saint-Brieuc   | Loudéac                          | CC Loudéac Communauté ? Bretagne Centre | 73,29            | 1 654 (2022)                      | 23                 | modifier les données · modifier les données |
| Plurien                        | 22242      | 22240       | Saint-Brieuc   | Pléneuf-Val-André                | CA Lamballe Terre et Mer                | 21,65            | 1 513 (2022)                      | 70                 | modifier les données · modifier les données |
| Plusquellec                    | 22243      | 22160       | Guingamp       | Callac                           | CA Guingamp-Paimpol Agglomération       | 26,31            | 557 (2022)                        | 21                 | modifier les données · modifier les données |
| Plussulien                     | 22244      | 22320       | Saint-Brieuc   | Guerlédan                        | CC Loudéac Communauté ? Bretagne Centre | 22,49            | 507 (2022)                        | 23                 | modifier les données · modifier les données |
| Pluzunet                       | 22245      | 22140       | Lannion        | Bégard                           | CA Lannion-Trégor Communauté            | 22,87            | 984 (2022)                        | 43                 | modifier les données · modifier les données |
| Pommeret                       | 22246      | 22120       | Saint-Brieuc   | Lamballe-Armor                   | CA Lamballe Terre et Mer                | 13,35            | 2 119 (2022)                      | 159                | modifier les données · modifier les données |
| Pommerit-le-Vicomte            | 22248      | 22200       | Guingamp       | Guingamp                         | CC Leff Armor Communauté                | 33,03            | 1 842 (2022)                      | 56                 | modifier les données · modifier les données |
| Pont-Melvez                    | 22249      | 22390       | Guingamp       | Callac                           | CA Guingamp-Paimpol Agglomération       | 22,98            | 600 (2022)                        | 26                 | modifier les données · modifier les données |
| Pontrieux                      | 22250      | 22260       | Guingamp       | Bégard                           | CA Guingamp-Paimpol Agglomération       | 1,02             | 1 004 (2022)                      | 984                | modifier les données · modifier les données |
| Pordic                         | 22251      | 22590       | Saint-Brieuc   | Plérin                           | CA Saint-Brieuc Armor Agglomération     | 33,63            | 7 393 (2022)                      | 220                | modifier les données · modifier les données |
| Prat                           | 22254      | 22140       | Lannion        | Bégard                           | CA Lannion-Trégor Communauté            | 21,87            | 1 090 (2022)                      | 50                 | modifier les données · modifier les données |
| La Prénessaye                  | 22255      | 22210       | Saint-Brieuc   | Loudéac                          | CC Loudéac Communauté ? Bretagne Centre | 16,97            | 870 (2022)                        | 51                 | modifier les données · modifier les données |
| Quemper-Guézennec              | 22256      | 22260       | Guingamp       | Bégard                           | CA Guingamp-Paimpol Agglomération       | 23,08            | 1 089 (2022)                      | 47                 | modifier les données · modifier les données |
| Quemperven                     | 22257      | 22450       | Lannion        | Bégard                           | CA Lannion-Trégor Communauté            | 7,69             | 416 (2022)                        | 54                 | modifier les données · modifier les données |
| Quessoy                        | 22258      | 22120       | Saint-Brieuc   | Plaintel                         | CA Lamballe Terre et Mer                | 29,23            | 3 930 (2022)                      | 134                | modifier les données · modifier les données |
| Quévert                        | 22259      | 22100       | Dinan          | Dinan                            | CA Dinan Agglomération                  | 12,48            | 3 963 (2022)                      | 318                | modifier les données · modifier les données |
| Le Quillio                     | 22260      | 22460       | Saint-Brieuc   | Guerlédan                        | CC Loudéac Communauté ? Bretagne Centre | 16,16            | 591 (2022)                        | 37                 | modifier les données · modifier les données |
| Quintenic                      | 22261      | 22400       | Saint-Brieuc   | Lamballe-Armor                   | CA Lamballe Terre et Mer                | 7,50             | 364 (2022)                        | 49                 | modifier les données · modifier les données |
| Quintin                        | 22262      | 22800       | Saint-Brieuc   | Plélo                            | CA Saint-Brieuc Armor Agglomération     | 3,12             | 2 743 (2022)                      | 879                | modifier les données · modifier les données |
| Le Quiou                       | 22263      | 22630       | Dinan          | Lanvallay                        | CA Dinan Agglomération                  | 5,06             | 355 (2022)                        | 70                 | modifier les données · modifier les données |
| La Roche-Jaudy                 | 22264      | 22450       | Lannion        | Tréguier                         | CA Lannion-Trégor Communauté            | 29,42            | 2 643 (2022)                      | 90                 | modifier les données · modifier les données |
| Rospez                         | 22265      | 22300       | Lannion        | Lannion                          | CA Lannion-Trégor Communauté            | 13,24            | 1 790 (2022)                      | 135                | modifier les données · modifier les données |
| Rostrenen                      | 22266      | 22110       | Guingamp       | Rostrenen                        | CC du Kreiz-Breizh                      | 32,17            | 3 282 (2022)                      | 102                | modifier les données · modifier les données |
| Rouillac                       | 22267      | 22250       | Saint-Brieuc   | Broons                           | CA Lamballe Terre et Mer                | 15,77            | 402 (2022)                        | 25                 | modifier les données · modifier les données |
| Ruca                           | 22268      | 22550       | Dinan          | Pléneuf-Val-André                | CA Dinan Agglomération                  | 12,13            | 596 (2022)                        | 49                 | modifier les données · modifier les données |
| Runan                          | 22269      | 22260       | Guingamp       | Bégard                           | CA Guingamp-Paimpol Agglomération       | 5,12             | 253 (2022)                        | 49                 | modifier les données · modifier les données |
| Saint-Adrien                   | 22271      | 22390       | Guingamp       | Callac                           | CA Guingamp-Paimpol Agglomération       | 9,93             | 367 (2022)                        | 37                 | modifier les données · modifier les données |
| Saint-Agathon                  | 22272      | 22200       | Guingamp       | Guingamp                         | CA Guingamp-Paimpol Agglomération       | 14,56            | 2 202 (2022)                      | 151                | modifier les données · modifier les données |
| Saint-Alban                    | 22273      | 22400       | Saint-Brieuc   | Pléneuf-Val-André                | CA Lamballe Terre et Mer                | 30,43            | 2 376 (2022)                      | 78                 | modifier les données · modifier les données |
| Saint-André-des-Eaux           | 22274      | 22630       | Dinan          | Lanvallay                        | CA Dinan Agglomération                  | 5,24             | 395 (2022)                        | 75                 | modifier les données · modifier les données |
| Saint-Barnabé                  | 22275      | 22600       | Saint-Brieuc   | Loudéac                          | CC Loudéac Communauté ? Bretagne Centre | 22,75            | 1 219 (2022)                      | 54                 | modifier les données · modifier les données |
| Saint-Bihy                     | 22276      | 22800       | Saint-Brieuc   | Plélo                            | CA Saint-Brieuc Armor Agglomération     | 8,22             | 261 (2022)                        | 32                 | modifier les données · modifier les données |
| Saint-Brandan                  | 22277      | 22800       | Saint-Brieuc   | Plélo                            | CA Saint-Brieuc Armor Agglomération     | 25,16            | 2 285 (2022)                      | 91                 | modifier les données · modifier les données |
| Saint-Caradec                  | 22279      | 22600       | Saint-Brieuc   | Guerlédan                        | CC Loudéac Communauté ? Bretagne Centre | 21,94            | 1 132 (2022)                      | 52                 | modifier les données · modifier les données |
| Saint-Carné                    | 22280      | 22100       | Dinan          | Lanvallay                        | CA Dinan Agglomération                  | 8,36             | 1 140 (2022)                      | 136                | modifier les données · modifier les données |
| Saint-Carreuc                  | 22281      | 22150       | Saint-Brieuc   | Plaintel                         | CA Saint-Brieuc Armor Agglomération     | 12,69            | 1 554 (2022)                      | 122                | modifier les données · modifier les données |
| Saint-Cast-le-Guildo           | 22282      | 22380       | Dinan          | Pléneuf-Val-André                | CA Dinan Agglomération                  | 22,63            | 3 353 (2022)                      | 148                | modifier les données · modifier les données |
| Saint-Clet                     | 22283      | 22260       | Guingamp       | Bégard                           | CA Guingamp-Paimpol Agglomération       | 14,46            | 868 (2022)                        | 60                 | modifier les données · modifier les données |
| Saint-Connan                   | 22284      | 22480       | Guingamp       | Rostrenen                        | CC du Kreiz-Breizh                      | 13,54            | 297 (2022)                        | 22                 | modifier les données · modifier les données |
| Saint-Connec                   | 22285      | 22530       | Saint-Brieuc   | Guerlédan                        | CC Pontivy Communauté                   | 10,93            | 258 (2022)                        | 24                 | modifier les données · modifier les données |
| Saint-Denoual                  | 22286      | 22400       | Saint-Brieuc   | Pléneuf-Val-André                | CA Lamballe Terre et Mer                | 8,61             | 490 (2022)                        | 57                 | modifier les données · modifier les données |
| Saint-Donan                    | 22287      | 22800       | Saint-Brieuc   | Ploufragan                       | CA Saint-Brieuc Armor Agglomération     | 22,92            | 1 467 (2022)                      | 64                 | modifier les données · modifier les données |
| Saint-Étienne-du-Gué-de-l'Isle | 22288      | 22210       | Saint-Brieuc   | Loudéac                          | CC Loudéac Communauté ? Bretagne Centre | 14,91            | 372 (2022)                        | 25                 | modifier les données · modifier les données |
| Saint-Fiacre                   | 22289      | 22720       | Guingamp       | Plélo                            | CC Leff Armor Communauté                | 9,70             | 212 (2022)                        | 22                 | modifier les données · modifier les données |
| Saint-Gildas                   | 22291      | 22800       | Saint-Brieuc   | Plélo                            | CA Saint-Brieuc Armor Agglomération     | 15,54            | 242 (2022)                        | 16                 | modifier les données · modifier les données |
| Saint-Gilles-les-Bois          | 22293      | 22290       | Guingamp       | Plouha                           | CC Leff Armor Communauté                | 9,45             | 389 (2022)                        | 41                 | modifier les données · modifier les données |
| Saint-Gilles-Pligeaux          | 22294      | 22480       | Guingamp       | Rostrenen                        | CC du Kreiz-Breizh                      | 19,45            | 304 (2022)                        | 16                 | modifier les données · modifier les données |
| Saint-Gilles-Vieux-Marché      | 22295      | 22530       | Saint-Brieuc   | Guerlédan                        | CC Loudéac Communauté ? Bretagne Centre | 21,95            | 315 (2022)                        | 14                 | modifier les données · modifier les données |
| Saint-Glen                     | 22296      | 22510       | Saint-Brieuc   | Plénée-Jugon                     | CA Lamballe Terre et Mer                | 11,51            | 667 (2022)                        | 58                 | modifier les données · modifier les données |
| Saint-Hélen                    | 22299      | 22100       | Dinan          | Lanvallay                        | CA Dinan Agglomération                  | 17,02            | 1 535 (2022)                      | 90                 | modifier les données · modifier les données |
| Saint-Hervé                    | 22300      | 22460       | Saint-Brieuc   | Guerlédan                        | CC Loudéac Communauté ? Bretagne Centre | 9,83             | 413 (2022)                        | 42                 | modifier les données · modifier les données |
| Saint-Igeaux                   | 22334      | 22570       | Guingamp       | Rostrenen                        | CC du Kreiz-Breizh                      | 12,91            | 124 (2022)                        | 9,6                | modifier les données · modifier les données |
| Saint-Jacut-de-la-Mer          | 22302      | 22750       | Dinan          | Plancoët                         | CA Dinan Agglomération                  | 2,92             | 909 (2022)                        | 311                | modifier les données · modifier les données |
| Saint-Jean-Kerdaniel           | 22304      | 22170       | Guingamp       | Plélo                            | CC Leff Armor Communauté                | 11,12            | 691 (2022)                        | 62                 | modifier les données · modifier les données |
| Saint-Jouan-de-l'Isle          | 22305      | 22350       | Dinan          | Broons                           | CA Dinan Agglomération                  | 8,09             | 456 (2022)                        | 56                 | modifier les données · modifier les données |
| Saint-Judoce                   | 22306      | 22630       | Dinan          | Lanvallay                        | CA Dinan Agglomération                  | 10,19            | 590 (2022)                        | 58                 | modifier les données · modifier les données |
| Saint-Julien                   | 22307      | 22940       | Saint-Brieuc   | Ploufragan                       | CA Saint-Brieuc Armor Agglomération     | 5,69             | 2 072 (2022)                      | 364                | modifier les données · modifier les données |
| Saint-Juvat                    | 22308      | 22630       | Dinan          | Lanvallay                        | CA Dinan Agglomération                  | 17,41            | 649 (2022)                        | 37                 | modifier les données · modifier les données |
| Saint-Laurent                  | 22310      | 22140       | Guingamp       | Bégard                           | CA Guingamp-Paimpol Agglomération       | 8,96             | 533 (2022)                        | 59                 | modifier les données · modifier les données |
| Saint-Lormel                   | 22311      | 22130       | Dinan          | Plancoët                         | CA Dinan Agglomération                  | 9,77             | 883 (2022)                        | 90                 | modifier les données · modifier les données |
| Saint-Maden                    | 22312      | 22350       | Dinan          | Broons                           | CA Dinan Agglomération                  | 6,56             | 220 (2022)                        | 34                 | modifier les données · modifier les données |
| Saint-Martin-des-Prés          | 22313      | 22320       | Saint-Brieuc   | Guerlédan                        | CC Loudéac Communauté ? Bretagne Centre | 20,30            | 321 (2022)                        | 16                 | modifier les données · modifier les données |
| Saint-Maudan                   | 22314      | 22600       | Saint-Brieuc   | Loudéac                          | CC Loudéac Communauté ? Bretagne Centre | 6,67             | 399 (2022)                        | 60                 | modifier les données · modifier les données |
| Saint-Maudez                   | 22315      | 22980       | Dinan          | Plancoët                         | CA Dinan Agglomération                  | 5,09             | 285 (2022)                        | 56                 | modifier les données · modifier les données |
| Saint-Mayeux                   | 22316      | 22320       | Saint-Brieuc   | Guerlédan                        | CC Loudéac Communauté ? Bretagne Centre | 30,63            | 460 (2022)                        | 15                 | modifier les données · modifier les données |
| Saint-Méloir-des-Bois          | 22317      | 22980       | Dinan          | Plancoët                         | CA Dinan Agglomération                  | 6,13             | 272 (2022)                        | 44                 | modifier les données · modifier les données |
| Saint-Michel-de-Plélan         | 22318      | 22980       | Dinan          | Plancoët                         | CA Dinan Agglomération                  | 7,24             | 320 (2022)                        | 44                 | modifier les données · modifier les données |
| Saint-Michel-en-Grève          | 22319      | 22300       | Lannion        | Plestin-les-Grèves               | CA Lannion-Trégor Communauté            | 4,69             | 447 (2022)                        | 95                 | modifier les données · modifier les données |
| Saint-Nicodème                 | 22320      | 22160       | Guingamp       | Callac                           | CA Guingamp-Paimpol Agglomération       | 16,94            | 168 (2022)                        | 9,9                | modifier les données · modifier les données |
| Saint-Nicolas-du-Pélem         | 22321      | 22480       | Guingamp       | Rostrenen                        | CC du Kreiz-Breizh                      | 41,04            | 1 536 (2022)                      | 37                 | modifier les données · modifier les données |
| Saint-Péver                    | 22322      | 22720       | Guingamp       | Plélo                            | CC Leff Armor Communauté                | 13,13            | 388 (2022)                        | 30                 | modifier les données · modifier les données |
| Saint-Pôtan                    | 22323      | 22550       | Dinan          | Pléneuf-Val-André                | CA Dinan Agglomération                  | 19,89            | 833 (2022)                        | 42                 | modifier les données · modifier les données |
| Saint-Quay-Perros              | 22324      | 22700       | Lannion        | Perros-Guirec                    | CA Lannion-Trégor Communauté            | 4,72             | 1 289 (2022)                      | 273                | modifier les données · modifier les données |
| Saint-Quay-Portrieux           | 22325      | 22410       | Saint-Brieuc   | Plouha                           | CA Saint-Brieuc Armor Agglomération     | 3,87             | 3 253 (2022)                      | 841                | modifier les données · modifier les données |
| Saint-Rieul                    | 22326      | 22270       | Saint-Brieuc   | Lamballe-Armor                   | CA Lamballe Terre et Mer                | 6,37             | 548 (2022)                        | 86                 | modifier les données · modifier les données |
| Saint-Samson-sur-Rance         | 22327      | 22100       | Dinan          | Pleslin-Trigavou                 | CA Dinan Agglomération                  | 6,27             | 1 630 (2022)                      | 260                | modifier les données · modifier les données |
| Saint-Servais                  | 22328      | 22160       | Guingamp       | Callac                           | CA Guingamp-Paimpol Agglomération       | 28,04            | 427 (2022)                        | 15                 | modifier les données · modifier les données |
| Saint-Thélo                    | 22330      | 22460       | Saint-Brieuc   | Guerlédan                        | CC Loudéac Communauté ? Bretagne Centre | 14,56            | 377 (2022)                        | 26                 | modifier les données · modifier les données |
| Saint-Trimoël                  | 22332      | 22510       | Saint-Brieuc   | Plénée-Jugon                     | CA Lamballe Terre et Mer                | 8,35             | 521 (2022)                        | 62                 | modifier les données · modifier les données |
| Saint-Vran                     | 22333      | 22230       | Saint-Brieuc   | Broons                           | CC Loudéac Communauté ? Bretagne Centre | 28,12            | 755 (2022)                        | 27                 | modifier les données · modifier les données |
| Sainte-Tréphine                | 22331      | 22480       | Guingamp       | Rostrenen                        | CC du Kreiz-Breizh                      | 12,52            | 187 (2022)                        | 15                 | modifier les données · modifier les données |
| Senven-Léhart                  | 22335      | 22720       | Guingamp       | Callac                           | CA Guingamp-Paimpol Agglomération       | 12,50            | 241 (2022)                        | 19                 | modifier les données · modifier les données |
| Sévignac                       | 22337      | 22250       | Saint-Brieuc   | Broons                           | CA Lamballe Terre et Mer                | 43,25            | 1 116 (2022)                      | 26                 | modifier les données · modifier les données |
| Squiffiec                      | 22338      | 22200       | Guingamp       | Bégard                           | CA Guingamp-Paimpol Agglomération       | 10,80            | 752 (2022)                        | 70                 | modifier les données · modifier les données |
| Taden                          | 22339      | 22100       | Dinan          | Pleslin-Trigavou                 | CA Dinan Agglomération                  | 20,13            | 2 599 (2022)                      | 129                | modifier les données · modifier les données |
| Tonquédec                      | 22340      | 22140       | Lannion        | Bégard                           | CA Lannion-Trégor Communauté            | 18,01            | 1 201 (2022)                      | 67                 | modifier les données · modifier les données |
| Tramain                        | 22341      | 22640       | Saint-Brieuc   | Plénée-Jugon                     | CA Lamballe Terre et Mer                | 9,25             | 700 (2022)                        | 76                 | modifier les données · modifier les données |
| Trébédan                       | 22342      | 22980       | Dinan          | Plancoët                         | CA Dinan Agglomération                  | 10,97            | 439 (2022)                        | 40                 | modifier les données · modifier les données |
| Trébeurden                     | 22343      | 22560       | Lannion        | Perros-Guirec                    | CA Lannion-Trégor Communauté            | 13,40            | 3 821 (2022)                      | 285                | modifier les données · modifier les données |
| Trébrivan                      | 22344      | 22340       | Guingamp       | Rostrenen                        | CC du Kreiz-Breizh                      | 22,96            | 763 (2022)                        | 33                 | modifier les données · modifier les données |
| Trébry                         | 22345      | 22510       | Saint-Brieuc   | Plénée-Jugon                     | CA Lamballe Terre et Mer                | 25,12            | 822 (2022)                        | 33                 | modifier les données · modifier les données |
| Trédaniel                      | 22346      | 22510       | Saint-Brieuc   | Plaintel                         | CA Lamballe Terre et Mer                | 15,92            | 896 (2022)                        | 56                 | modifier les données · modifier les données |
| Trédarzec                      | 22347      | 22220       | Lannion        | Tréguier                         | CA Lannion-Trégor Communauté            | 11,68            | 1 069 (2022)                      | 92                 | modifier les données · modifier les données |
| Trédias                        | 22348      | 22250       | Saint-Brieuc   | Broons                           | CA Lamballe Terre et Mer                | 11,01            | 504 (2022)                        | 46                 | modifier les données · modifier les données |
| Trédrez-Locquémeau             | 22349      | 22300       | Lannion        | Plestin-les-Grèves               | CA Lannion-Trégor Communauté            | 10,65            | 1 468 (2022)                      | 138                | modifier les données · modifier les données |
| Tréduder                       | 22350      | 22310       | Lannion        | Plestin-les-Grèves               | CA Lannion-Trégor Communauté            | 4,80             | 201 (2022)                        | 42                 | modifier les données · modifier les données |
| Treffrin                       | 22351      | 22340       | Guingamp       | Rostrenen                        | CC Poher communauté                     | 7,47             | 524 (2022)                        | 70                 | modifier les données · modifier les données |
| Tréfumel                       | 22352      | 22630       | Dinan          | Lanvallay                        | CA Dinan Agglomération                  | 5,81             | 279 (2022)                        | 48                 | modifier les données · modifier les données |
| Trégastel                      | 22353      | 22730       | Lannion        | Perros-Guirec                    | CA Lannion-Trégor Communauté            | 7,00             | 2 532 (2022)                      | 362                | modifier les données · modifier les données |
| Tréglamus                      | 22354      | 22540       | Guingamp       | Callac                           | CA Guingamp-Paimpol Agglomération       | 18,79            | 1 100 (2022)                      | 59                 | modifier les données · modifier les données |
| Trégomeur                      | 22356      | 22590       | Guingamp       | Plélo                            | CC Leff Armor Communauté                | 10,37            | 947 (2022)                        | 91                 | modifier les données · modifier les données |
| Trégonneau                     | 22358      | 22200       | Guingamp       | Bégard                           | CA Guingamp-Paimpol Agglomération       | 6,32             | 523 (2022)                        | 83                 | modifier les données · modifier les données |
| Trégrom                        | 22359      | 22420       | Lannion        | Plestin-les-Grèves               | CA Lannion-Trégor Communauté            | 16,64            | 447 (2022)                        | 27                 | modifier les données · modifier les données |
| Trégueux                       | 22360      | 22950       | Saint-Brieuc   | Trégueux                         | CA Saint-Brieuc Armor Agglomération     | 14,57            | 8 462 (2022)                      | 581                | modifier les données · modifier les données |
| Tréguidel                      | 22361      | 22290       | Guingamp       | Plouha                           | CC Leff Armor Communauté                | 6,56             | 630 (2022)                        | 96                 | modifier les données · modifier les données |
| Tréguier                       | 22362      | 22220       | Lannion        | Tréguier                         | CA Lannion-Trégor Communauté            | 1,52             | 2 349 (2022)                      | 1 545              | modifier les données · modifier les données |
| Trélévern                      | 22363      | 22660       | Lannion        | Perros-Guirec                    | CA Lannion-Trégor Communauté            | 6,94             | 1 240 (2022)                      | 179                | modifier les données · modifier les données |
| Trélivan                       | 22364      | 22100       | Dinan          | Dinan                            | CA Dinan Agglomération                  | 11,10            | 2 875 (2022)                      | 259                | modifier les données · modifier les données |
| Trémargat                      | 22365      | 22110       | Guingamp       | Rostrenen                        | CC du Kreiz-Breizh                      | 13,90            | 182 (2022)                        | 13                 | modifier les données · modifier les données |
| Trémel                         | 22366      | 22310       | Lannion        | Plestin-les-Grèves               | CA Lannion-Trégor Communauté            | 11,93            | 406 (2022)                        | 34                 | modifier les données · modifier les données |
| Tréméreuc                      | 22368      | 22490       | Dinan          | Pleslin-Trigavou                 | CC Côte d'Émeraude                      | 4,15             | 728 (2022)                        | 175                | modifier les données · modifier les données |
| Trémeur                        | 22369      | 22250       | Saint-Brieuc   | Broons                           | CA Lamballe Terre et Mer                | 14,56            | 806 (2022)                        | 55                 | modifier les données · modifier les données |
| Tréméven                       | 22370      | 22290       | Guingamp       | Plouha                           | CC Leff Armor Communauté                | 5,12             | 355 (2022)                        | 69                 | modifier les données · modifier les données |
| Trémorel                       | 22371      | 22230       | Saint-Brieuc   | Broons                           | CC Loudéac Communauté ? Bretagne Centre | 33,76            | 1 154 (2022)                      | 34                 | modifier les données · modifier les données |
| Trémuson                       | 22372      | 22440       | Saint-Brieuc   | Plérin                           | CA Saint-Brieuc Armor Agglomération     | 6,31             | 2 238 (2022)                      | 355                | modifier les données · modifier les données |
| Tréogan                        | 22373      | 22340       | Guingamp       | Rostrenen                        | CC Poher communauté                     | 7,10             | 107 (2022)                        | 15                 | modifier les données · modifier les données |
| Tressignaux                    | 22375      | 22290       | Guingamp       | Plouha                           | CC Leff Armor Communauté                | 7,29             | 682 (2022)                        | 94                 | modifier les données · modifier les données |
| Trévé                          | 22376      | 22600       | Saint-Brieuc   | Guerlédan                        | CC Loudéac Communauté ? Bretagne Centre | 26,63            | 1 680 (2022)                      | 63                 | modifier les données · modifier les données |
| Tréveneuc                      | 22377      | 22410       | Saint-Brieuc   | Plouha                           | CA Saint-Brieuc Armor Agglomération     | 6,65             | 813 (2022)                        | 122                | modifier les données · modifier les données |
| Trévérec                       | 22378      | 22290       | Guingamp       | Plouha                           | CC Leff Armor Communauté                | 4,33             | 224 (2022)                        | 52                 | modifier les données · modifier les données |
| Trévou-Tréguignec              | 22379      | 22660       | Lannion        | Perros-Guirec                    | CA Lannion-Trégor Communauté            | 6,52             | 1 581 (2022)                      | 242                | modifier les données · modifier les données |
| Trévron                        | 22380      | 22100       | Dinan          | Lanvallay                        | CA Dinan Agglomération                  | 9,60             | 681 (2022)                        | 71                 | modifier les données · modifier les données |
| Trézény                        | 22381      | 22450       | Lannion        | Tréguier                         | CA Lannion-Trégor Communauté            | 3,25             | 355 (2022)                        | 109                | modifier les données · modifier les données |
| Troguéry                       | 22383      | 22450       | Lannion        | Tréguier                         | CA Lannion-Trégor Communauté            | 3,61             | 219 (2022)                        | 61                 | modifier les données · modifier les données |
| Uzel                           | 22384      | 22460       | Saint-Brieuc   | Guerlédan                        | CC Loudéac Communauté ? Bretagne Centre | 6,79             | 1 134 (2022)                      | 167                | modifier les données · modifier les données |
| Val-d'Arguenon                 | 22237      | 22130       | Dinan          | Plancoët                         | CA Dinan Agglomération                  | 38,05            | 2 814 (2022)                      | 74                 | modifier les données · modifier les données |
| La Vicomté-sur-Rance           | 22385      | 22690       | Dinan          | Pleslin-Trigavou                 | CA Dinan Agglomération                  | 4,57             | 1 142 (2022)                      | 250                | modifier les données · modifier les données |
| Le Vieux-Bourg                 | 22386      | 22800       | Saint-Brieuc   | Plélo                            | CA Saint-Brieuc Armor Agglomération     | 25,13            | 760 (2022)                        | 30                 | modifier les données · modifier les données |
| Le Vieux-Marché                | 22387      | 22420       | Lannion        | Plestin-les-Grèves               | CA Lannion-Trégor Communauté            | 23,13            | 1 276 (2022)                      | 55                 | modifier les données · modifier les données |
| Vildé-Guingalan                | 22388      | 22980       | Dinan          | Dinan                            | CA Dinan Agglomération                  | 7,35             | 1 294 (2022)                      | 176                | modifier les données · modifier les données |
| Yffiniac                       | 22389      | 22120       | Saint-Brieuc   | Trégueux                         | CA Saint-Brieuc Armor Agglomération     | 17,44            | 4 980 (2022)                      | 286                | modifier les données · modifier les données |
| Yvias                          | 22390      | 22930       | Guingamp       | Paimpol                          | CA Guingamp-Paimpol Agglomération       | 11,61            | 770 (2022)                        | 66                 | modifier les données · modifier les données |
| Yvignac-la-Tour                | 22391      | 22350       | Dinan          | Broons                           | CA Dinan Agglomération                  | 35,39            | 1 106 (2022)                      | 31                 | modifier les données · modifier les données |
| Côtes-d'Armor                  | 22         |             |                |                                  |                                         | 6 878,00         | 609 598 (2022)                    | 89                 | modifier les données                        |